# 今井由香
今井 由香（いまい ゆか、1970年9月19日 - ）は、日本の元女性声優。静岡県熱海市出身。アトミックモンキー最終所属。

## 経歴
1970年9月19日に、静岡県熱海市で誕生。
母は男の子が欲しかったため、幼少期は男の子のような服を着せたり、男の子のような髪型にしたりしていたという。しかしあまりにもわんぱくに育ったため、ピアノかクラシックバレエをすることになり、クラシックバレエを選び小学6年生までしていた。
最初になりたかったのは、野球選手だった。小学3年生くらいはテレビが好きでよく見ており、特にテレビアニメ『ガンバの冒険』がお気に入りだった。声優になることを夢見ていた従姉妹から初めて職業としての声優を教えてもらった。その時から自身も声優になりたいと思うようになったと語る。歌も好きで、堀江美都子、水木一郎、ささきいさお、大杉久美子などのアニメ歌手たちのレコードを毎日聴いて、まねて歌っていたという。中学時代は芝居がしたくて演劇部に入部しようとしていたところ、部員が2人しかおらず、入部は断念。代わりに始めたバレーボールが楽しく、高校卒業まで続けていた。その後、静岡県立熱海高等学校を卒業。学校卒業後も演劇を始めたわけではなく、英語に興味を持ち、勉強もしていた。
1994年に、アニメ『きらめき森のヤンタくん』のヤマリン役にて、声優としてデビューした。
2006年に、持ち役があったゲーム『機神咆吼デモンベイン』とテレビアニメ『ふたりはプリキュア Splash Star』を途中降板した。この理由について、当時は病気のためと説明されていたが、2010年に自身の公式ブログにて、実際は出産のためであり、また妊娠悪阻を併発していたことを明らかにしている。
勝田声優学院卒業生。かつては劇団ムーンライトに所属していた。その後フリーであった期間を経て、2009年9月8日よりアトミックモンキーに所属していた。
2017年6月5日より休業していたが、2018年8月30日に自身のブログで声優業引退を発表し、所属事務所からも8月31日をもって声優業を引退することが発表された。

## 人物
趣味・特技は温泉巡り。
妹がいる。

## 代役・後任
今井の産休中及び休業中の代役・引退後に役を引き継いだ人物は以下の通り。 
| 後任       | 役名                 | 概要作品                           | 代役・後任の初担当作品                                            |
| ---------- | -------------------- | ---------------------------------- | ----------------------------------------------------------------- |
| 川上とも子 | クラウディウス       | 『機神咆吼デモンベイン』           | テレビアニメ版                                                    |
| 岡村明美   | 霧生薫               | 『ふたりはプリキュア Splash Star』 | 第20話                                                            |
| 川瀬晶子   | アナスタシア         | 『シャドウハーツII』               | 『カオスウォーズ』                                                |
| 種﨑敦美   | 乙女先生             | 『おじゃる丸』                     | 第20シリーズ                                                      |
| 種﨑敦美   | 若い頃のマリー       | 『おじゃる丸』                     | 第20シリーズ                                                      |
| 種﨑敦美   | のぞみ               | 『おじゃる丸』                     | 第25シリーズ                                                      |
| 加藤英美里 | 角古れく太           | 『デュエル・マスターズ』           | 『デュエル・マスターズ（2017年版）』                              |
| 小松由佳   | ルーティ・カトレット | 『テイルズ オブ デスティニー』     | 『テイルズ オブ ザ レイズ』2019年6月更新以降                      |
| 折笠愛     | ゆき先生             | 『おジャ魔女どれみ』               | 第一三共ヘルスケア トラフル×おジャ魔女どれみ コラボCM WEB限定動画 |
| 小松未可子 | しおり               | 『金色のガッシュベル!!』           | 『金色のガッシュベル!! 永遠と絆の仲間たち』                       |

このうちテレビアニメ版『機神咆吼デモンベイン』のクラウディウス役については、2013年発売のゲーム作品『スーパーロボット大戦UX』にて復帰している（代役を務めた川上は2011年に死去している）。

## 出演
太字はメインキャラクター。

### テレビアニメ
1994年
- 魔法騎士レイアース（1994年 - 1995年、ミラ）

1995年
- 愛天使伝説ウェディングピーチ（スカーレット小原 / エンジェルサルビア、園子）
- 新機動戦記ガンダムW（女生徒D、受付嬢、女生徒1、女生徒3）
- 鬼神童子ZENKI（女の子）

1996年
- VS騎士ラムネ&40炎（少女A、少女B、女の子C、子供、ドラム、ユカ、先輩巫女C、オルガン）
- 爆走兄弟レッツ&ゴー!!（1996年 - 1998年、沖田カイ、ユーリ、リタ、クレモンティーヌ、堂本サユリ〈ファイターレディ〉） - 3シリーズ
- セイバーマリオネットJ（1996年 - 1998年、間宮小樽） - 2シリーズ

1997年
- クレヨンしんちゃん（ユイ）
- 逮捕しちゃうぞ（秋本ユキハル）
- 少女革命ウテナ（篠原若葉、冬芽の母）
- MAZE☆爆熱時空（ラン・チキ）
- HARELUYA II BØY（神野みこ）
- マスターモスキートン'99（イナホ・ヒトメボレ）
- BURN-UP EXCESS（利緒）

1998年
- LEGEND OF BASARA（千手姫、子供）
- TRIGUN
- カードキャプターさくら（立花玲）
- おじゃる丸（1998年 - 2016年、乙女先生〈2代目〉、ワラシ、若い頃のマリー〈初代〉、たなべゆり、のぞみ〈初代〉 他）
- 鉄コミュニケイション（カナト）
- 名探偵コナン（早乙女まどか）
- ポケットモンスター（1998年 - 2000年、ホクト、シロウ）

1999年
- 星界の紋章（ジント・リン）
- 爆球連発!!スーパービーダマン（サラー）
- おジャ魔女どれみ（1999年 - 2003年、ゆき先生 / 魔女界の女王様、アンリ・ベネックス〈幼少期〉、ローラ・ベネックス 他） - 4シリーズ
- To Heart（1999年 - 2004年、坂下好恵） - 2シリーズ
- 金田一少年の事件簿（1999年 - 2000年、海老原道子、朝木秋絵）
- 今、そこにいる僕（1999年 - 2000年、ナブカ）
- セラフィムコール（リカコ）
- エクセル・サーガ（1999年 - 2000年、松屋美咲）

2000年
- 六門天外モンコレナイト（グーコ）
- 風まかせ月影蘭
- 星界の断章（ジント・リン）
- ファーブル先生は名探偵（シルビー）
- BOYS BE…（佐山ショーコ）
- 星界の戦旗（2000年 - 2001年、ジント・リン） - 2シリーズ
- 闇の末裔（マリア・ウォン）
- 週刊ストーリーランド（2000年 - 2001年、酒井みゆき〈松下みゆき〉、川原和美）

2001年
- 爆転シュート ベイブレード（ザンギエフ）
- デジモンテイマーズ（2001年 - 2002年、レナモン、牧野ルミ子〈留姫の母〉、秦聖子〈留姫の祖母〉、アリス・マッコイ）
- フルーツバスケット（魚谷ありさ、慊人〈幼少時〉）
- FF：U 〜ファイナルファンタジー:アンリミテッド〜（ユウ・ハヤカワ）

2002年
- ぱにょぱにょデ・ジ・キャラット（お菓子屋のおばさん、主婦A、少年）
- 攻殻機動隊 STAND ALONE COMPLEX（フェム）
- デュエル・マスターズ（2002年 - 2010年、角古れく太） - 6シリーズ

2003年
- 明日のナージャ（エマ・クインズベリー）
- 金色のガッシュベル!!（2003年 - 2005年、しおり）
- E'S OTHERWISE（ガブリエル）
- PEACE MAKER鐵（北村鈴）

2004年
- げんしけん（榎本千尋）

2005年
- 蟲師（ナギ）

2006年
- ふたりはプリキュア Splash Star（霧生薫〈初代〉）
- ああっ女神さまっ それぞれの翼（藤見千尋）
- くじびきアンバランス（榎本千尋）
- ラブゲッCHU 〜ミラクル声優白書〜（成田留奈）

2007年
- Yes!プリキュア5（未来）

2008年
- それいけ!アンパンマン（かいじゅうモカ〈4代目〉、スポンジマン〈2代目〉）

2009年
- フレッシュプリキュア!（女王）

2010年
- ハートキャッチプリキュア!（ななみの母）

2011年
- スイートプリキュア♪（2011年 - 2012年、南野美空）
- SKET DANCE（マタニティ・ブルー）
- うたの☆プリンスさまっ♪ マジLOVE1000%（2011年 - 2016年、渋谷友千香） - 4シリーズ
- ドラえもん（テレビ朝日版第2期）（リン）

2012年
- 聖闘士星矢Ω（エデン〈幼少〉）
- スマイルプリキュア!（森の少女）

2013年
- ドキドキ!プリキュア（2013年 - 2014年、アイちゃん、マリー・アンジュ）
- 銀の匙 Silver Spoon（2013年 - 2014年、八軒母） 2シリーズ

2014年
- マジンボーン（島谷喜代子）

### 劇場アニメ
1996年
- ドラえもん のび太と銀河超特急（乗客D）

1997年
- 爆走兄弟レッツ&ゴー!!WGP 暴走ミニ四駆大追跡!（リオン）

1998年
- 機動戦艦ナデシコ -The prince of darkness-（ミズハラ・ジュンコ）

1999年
- 少女革命ウテナ アドゥレセンス黙示録（篠原若葉）

2000年
- ああっ女神さまっ（藤見千尋）
- おジャ魔女どれみ#（魔女界の女王様）
- 劇場版 六門天外モンコレナイト〜伝説のファイアドラゴン〜（グーコ）
- ONE PIECE（トビオ）

2001年
- デジモンテイマーズ 冒険者たちの戦い（レナモン）

2002年
- デジモンテイマーズ 暴走デジモン特急（レナモン）
- Piaキャロットへようこそ!! -さやかの恋物語-（冬木美春）

2005年
- 劇場版デュエル・マスターズ 闇の城の魔龍凰（角古れく太）

2009年
- 劇場版デュエル・マスターズ 黒月の神帝（角古れく太）

2010年
- 劇場版デュエル・マスターズ 炎のキズナXX!!（角古れく太）

2013年
- 映画 ドキドキ!プリキュア マナ結婚!!?未来につなぐ希望のドレス（アイちゃん、マリー・アンジュ）

2014年
- 映画 プリキュアオールスターズNewStage3 永遠のともだち（アイちゃん）

### OVA
1994年
- きらめき森のヤンタくん（ヤマリン）

1995年
- ウダウダやってるヒマはねェ!（女学生C）
- 下級生 MY PRETTY CLASS STUDENT（夏実リエ）
- セイバーマリオネットR（ヴィレイ・ジュニア）

1996年
- ウェディングピーチDX（スカーレット小原 / エンジェルサルビア）
- 覚悟のススメ（ヒロコ）
- 機動戦士ガンダム 第08MS小隊（ナビゲーター）
- シャーマニックプリンセス（ミミ）
- 同級生2（杉本桜子）
- BURN-UP W（利緒）
- マスターモスキートン（イナホ・ヒトメボレ）

1997年
- ヴァリアブル・ジオ（梁瀬かおり）
- jaja馬!カルテット（サンディ・スペード17世）
- 神秘の世界エルハザード2（カーリア）
- VS騎士ラムネ&40FRESH（エレクトーン / ドラム）
- またまたセイバーマリオネットJ（間宮小樽）
- 八雲立つ（七地夕香）
- 竜機伝承（リリス）

1998年
- ジオブリーダーズ（蘭東栄子）

1999年
- 快刀乱麻 THE ANIMATION（花房美憐）
- シーバス1-2-3（ジン・フィズ）
- 倒凶十将伝（貴布ここの）

2000年
- 超人ロック 〜ミラーリング〜（ニア・エレナ）

2001年
- ARMITAGE DUAL-MATRIX（ヨーコ）
- 倒凶十将伝 封魔五行伝承（貴布ここの）
- ぷにぷに☆ぽえみぃ（我々守ふたば）

2004年
- くじびきアンバランス（榎本千尋）

2005年
- 星界の戦旗III（ジント・リン）

### ゲーム
1996年
- 新世紀エヴァンゲリオン（SS版）
- 花札グラフィティー 恋々物語（吉野千鶴）
- はるかぜ戦隊Vフォース（葵美月）

1997年
- BSイーハトーヴォ物語
- バウンダリーゲート（リスプ）
- マクロス デジタルミッション VF-X（ビオレッタ）
- クロス・ロマンス（坂本杏子）
- スパークリングフェザー（ピンクトルマリン、アイオライト）
- 竜機伝承2（ティエラ・エムロード）
- スレイヤーズろいやる（ラーク＝ディア＝フレイムドール）
- くるみミラクル（くるみ・リトル・レスフィール）
- タクティカルファイター（榊瞳）
- パワードール2（マリー・エシコル）
- ミニ四駆 爆走兄弟レッツ&ゴー!!WGP HYPER HEAT（ユーリ）
- グランドレッド（ファル・クゥル、アーニー・タム）
- この世の果てで恋を唄う少女YU-NO（波多乃神奈）
- メルティランサー Re-inforce（ランドルフ・シャインボルグ）
- テイルズ オブ デスティニー（ルーティ・カトレット、リリス・エルロン）

1998年
- Sequence Palladium（キッス・フレイピット）
- バックガイナー よみがえる勇者たち 覚醒編「ガイナー転生」（緑川なつみ）
- エーベルージュ2（ノイシュ・アマルフィ、エーベ）
- EVE The Lost One（桐野杏子）
- ひざの上の同居人〜Kitty on your lap〜（レナ）
- ポケットラブ2（深町由紀乃）
- みつめてナイト（プリシラ・ドルファン）
- 少女革命ウテナ いつか革命される物語（篠原若葉）
- エーベルージュ スペシャル 〜恋と魔法の学園生活〜（ノイシュ・アマルフィ）
- 季節を抱きしめて（麻由、桜井麻美）
- 爆走兄弟レッツ&ゴー!! エターナルウィングス（リオン、ユーリ）
- 機動戦艦ナデシコ The blank of 3 years（アサミ・ミドリヤマ）
- 6インチまいだーりん（ミンティー）

1999年
- Spiritual Soul（フレア・スターブリーズ）
- 快刀乱麻 雅（花房美燐）
- トゥルーラブストーリー2（丘野陽子）
- 後夜祭（若槻恭子）
- Sonata（ST3-NARUMI、ナルミ・キングス、覚王山なるみ）
- 約束の絆（本郷明音）
- To Heart（坂下好恵）
- 輝く季節へ（清水なつき）
- ガレリアンズ（リタ）
- 君の気持ち、僕のこころ（天霧千晶）
- まぼろし月夜（朝霧南）
- ラングリッサーミレニアム（タジ・アスガラフ）
- アランドラ2 魔進化の謎（フリット）

2000年
- シーバス1-2-3 〜DESTINY! 運命を変える者!〜（フィズ）
- ヘキサムーン・ガーディアンズ（葉月睦）
- RPGツクール2000 サンプルゲーム「花嫁の冠」（キサラ）
- パワードール4（エディタ・ヴェルネル、サンディ・クーリッジ）
- 対戦恋愛シミュレーション トリフェルズ魔法学園（ノイシュ・アマルフィ）
- フランベルジュの精霊（椿）
- ラブひな 突然のエンゲージ・ハプニング（藤沢みづほ）
- トリコロールクライシス（ラナン）

2001年
- アイシア（松岡ユカ）
- 春雨曜日（ライラ・ララ・ラザルス）
- ラブひな スマイル・アゲイン（藤沢みづほ）
- ギタルマン（U-1 / ギタルマン）
- グローランサーII（ウェイン・クルーズ）
- デジモンテイマーズ バトルエボリューション（レナモン / サクヤモン）

2002年
- テイルズ オブ ファンダム Vol.1（ルーティ・カトレット）
- バトル封神（哪咤）
- サーヴィランス 監視者（クラウディオ・ストラビア）
- パワードール5（サンディ・クーリッジ）
- ロックマンゼロ（レヴィアタン）
- トライアングル・アゲイン（蓼科灯）
- ギガンティック ドライブ（エレン・ブルノーズ）
- Braveknight 〜リーヴェラント英雄伝〜（シフォン＝ライネスト）
- テイルズ オブ ザ ワールド なりきりダンジョン2
- テイルズ オブ デスティニー2（ルーティ・カトレット）

2003年
- はっぴ〜ぶり〜でぃんぐ（チョコ）
- ロックマンゼロ2（レヴィアタン、ルージュ）
- グローランサーIV（マギー）
- O・TO・GI 〜百鬼討伐絵巻〜（安倍晴明）

2004年
- シャドウハーツII（アナスタシア）
- ロックマンゼロ3（レヴィアタン、ルージュ）
- 機神咆吼デモンベイン（クラウディウス）
- マグナカルタ（ロッシィ・ミドカ）
- 金色のガッシュベル!! 激闘!最強の魔物達（しおり）

2005年
- テイルズ オブ ザ ワールド なりきりダンジョン3
- 家族計画 〜心の絆〜（高屋敷準、久美景）
- ロックマンゼロ4（ルージュ）
- NAMCO x CAPCOM（リリス、ルーティ・カトレット）

2006年
- ファイナルファンタジーXII（ラーサー・ファルナス・ソリドール）
- ロックマンゼクス（モデルL、テュリップ、レオナルド）
- テイルズ オブ ザ ワールド レディアント マイソロジー（ルーティ・カトレット）
- テイルズ オブ デスティニー（PS2版）（ルーティ・カトレット）

2008年
- クロスエッジ（リリス）

2009年
- テイルズ オブ ザ ワールド レディアント マイソロジー2（ルーティ・カトレット）
- テイルズ オブ バーサス（ルーティ・カトレット）※ミニゲーム「Tales of WALL BREAKER」のみ

2010年
- うたの☆プリンスさまっ♪（渋谷友千香）

2011年
- テイルズ オブ ザ ワールド レディアント マイソロジー3（ルーティ・カトレット）

2012年
- うたの☆プリンスさまっ♪ Debut（渋谷友千香）

2013年
- スーパーロボット大戦UX（クラウディウス）

2014年
- 白猫プロジェクト（ガーネット・フレイム、ラズィーヤ・ナグム、コロナリア・ハーヴィー）

2017年
- テイルズ オブ ザ レイズ（ルーティ・カトレット）

2020年
- ロックマンX DiVE（レヴィアタン）※ライブラリ音声

### ドラマCD
1995年
- バウンティソード外伝・鋼鉄の龍（フリージア）
- 覇王大系リューナイト CDシネマ1「カイオリスへの旅立ち」第1章（女の子A）

1996年
- VS騎士ラムネ&40炎 超天然♥未来形アルバム2 『パラレル・バケーション』（ドラム）
- VS騎士ラムネ&40炎 超天然♥未来形アルバム3（夢）
- 覇王大系リューナイト CDシネマ4「カイオリスへの旅立ち」第4章（女の子A）
- 太陽の少女インカちゃん（アンパン）
- ディスコミュニケーション（三島塔子）

1997年
- ドラゴン騎士団V-風竜篇1-（セシア）

1998年
- ドラマCD テイルズ オブ デスティニー（ルーティ・カトレット）
- ドラマCD モスラ'61（小美人）

1999年
- ドラマCD おジャ魔女どれみ おジャ魔女CDくらぶ その3 おジャ魔女ハッピッピドラマシアター（ゆき）
- D・N・ANGEL WINKシリーズ（原田梨紅）
- ドラマCD 八雲立つ 新音盤物語 巻之弐 天邪鬼来たりて・古代編 神問ひ（後編）（七地夕香）
- 爆走兄弟レッツ&ゴー!!GIRL〈レディース・グランプリ開幕!!〉（堂本サユリ、クレモンティーヌ、リタ）

2000年
- CHRNO CRUSADE 始まりの契約者 / 永遠の時間 / 始まりの時間 / museum（ロゼット・クリストファ）

2002年
- ドラマCD おジャ魔女ドッカ〜ン! CDくらぶ その7 おジャ魔女ドッカ〜ン! ドラマシアター（魔女界の女王様）
- ドラマCD 花ざかりの君たちへ（門真将太郎）
- ドラマCD ワイルドアームズ アドヴァンスド3rd オリジナルドラマ（ミレディ）

2003年
- ドラマCD ファイナルファンタジータクティクスアドバンス ラジオエディション〜Complete Version〜（マーシュ・ラディウユ）

2004年
- REMASTERED TRACKS ROCKMAN ZERO（レヴィアタン）

2005年
- ドラマCD 篁破幻草子シリーズ（閻羅王子・陸幹）
- ドラマCD フルーツバスケット（魚谷ありさ）
- REMASTERED TRACKS ROCKMAN ZERO Telos（レヴィアタン、ルージュ）

2013年
- おジャ魔女どれみ17 限定版特典ドラマCD（魔女界の女王様）

### 吹き替え
- 恋のからさわぎ

### ラジオ
- ラジオ『テイルズ オブ デスティニー』（1998年 - 1999年、TBSラジオ）
- テイルズリングD・P（1999年、TBSラジオ）

### ラジオドラマ
- きまぐれオレンジロードOriginal（1995年、檜山ひかる）
- ファイナルファンタジータクティクスアドバンス（2003年、マーシュ・ラディウユ）

### デジタルコミック
- 「フルーツバスケット」音声入りまんがDVD〜旅立ちの日、再び〜（2012年、魚谷ありさ） - 『花とゆめ』24号応募者全員サービス

### オーディオドラマ
- 放課後カタストロフィ -Re:THE END of the end-（2015年、アンゴルモア）※単行本第2巻購入特典配信オリジナルオーディオドラマ[37]

## ディスコグラフィ

### 歌手参加作品
| 発売日   | 商品名                                                                  | 歌                                                     | 楽曲                                      | 備考                                                                     |
| 1995年   | 1995年                                                                  | 1995年                                                 | 1995年                                    | 1995年                                                                   |
| -------- | ----------------------------------------------------------------------- | ------------------------------------------------------ | ----------------------------------------- | ------------------------------------------------------------------------ |
| 12月22日 | ウェディングピーチ ドリームコレクション                                 | 今井由香                                               | 「一億一の奇跡」                          | OVA『ウェディングピーチDX』挿入歌                                        |
| 12月22日 | ウェディングピーチ ドリームコレクション                                 | FURIL'                                                 | 「夏がくれた宝石」                        | OVA『ウェディングピーチDX』挿入歌                                        |
| 12月22日 | ウェディングピーチ ドリームコレクション                                 | FURIL'                                                 | 「モノクローム」                          | OVA『ウェディングピーチDX』挿入歌                                        |
| 1996年   |                                                                         |                                                        |                                           |                                                                          |
| 7月26日  | Summer Carnival                                                         | FURIL'                                                 | 「Merry Angel」                           | OVA『ウェディングピーチDX』オープニングテーマ                            |
| 7月26日  | Summer Carnival                                                         | FURIL'                                                 | 「Sweet Little Love」                     | OVA『ウェディングピーチDX』エンディングテーマ                            |
| 8月31日  | 無敵のLOVE                                                              | 今井由香&子安武人                                      | 「無敵のLOVE」                            | OVA『マスターモスキートン』エンディングテーマ                            |
| 9月21日  | 『VS騎士ラムネ&40炎 超天然♥未来形アルバム2 『パラレル・バケーション』』 | 今井由香                                               | 「星に願いを」                            | テレビアニメ『VS騎士ラムネ&40炎』関連曲                                  |
| 12月21日 | セイバーマリオネットJ サウンドトラック ジャポネス 詩吟詩集 其之一       | 今井由香                                               | 「咲かせるぜ! 度胸花」                    | テレビアニメ『セイバーマリオネットJ』挿入歌                              |
| 1997年   |                                                                         |                                                        |                                           |                                                                          |
| 4月23日  | サウンドトラック グランドレッド                                         | 今井由香                                               | 「グランドレッド！」                      | ゲーム『グランドレッド』主題歌                                           |
| 4月23日  | サウンドトラック グランドレッド                                         | 今井由香                                               | 「渚のフリートコマンダー」                | ゲーム『グランドレッド』挿入歌                                           |
| 10月21日 | 地図にない未来                                                          | 今井由香                                               | 「地図にない未来」                        | テレビアニメ『マスターモスキートン'99』エンディングテーマ                |
| 10月21日 | 地図にない未来                                                          | 今井由香                                               | 「LOVE'S ENERGY〜だって好きなンだもん〜」 |                                                                          |
| 1998年   |                                                                         |                                                        |                                           |                                                                          |
| 5月21日  | RISING SOUL                                                             | こおろぎさとみ、今井由香、久川綾、矢島晶子、日高奈留美 | 「ダイナマイト マンボ」                   | OVA『ジオブリーダーズ 魍魎遊撃隊 File-X ちびねこ奪還』エンディングテーマ |
| 1999年   |                                                                         |                                                        |                                           |                                                                          |
| 2月18日  | セイバーマリオネットJtoX 歌集 ジャポネスク初花月乙女紀行                | 今井由香                                               | 「風と空を越えて」                        | テレビアニメ『セイバーマリオネットJtoX』エンディングテーマ               |

### キャラクターソング
| 発売日         | 商品名                                                               | 歌 | 楽曲                           | 備考                                                                    |
| -------------- | -------------------------------------------------------------------- | --- | ------------------------------ | ----------------------------------------------------------------------- |
| 1995年12月22日 | ウェディングピーチ ドリームコレクション                              | スカーレット小原 / エンジェルサルビア（今井由香）                                                                                            | 「一億一の奇跡」               | OVA『ウェディングピーチDX』挿入歌                                       |
| 1997年3月21日  | MACROSS DIGITAL MISSION VF-X ORIGINAL SOUNDTRACK                     | ミルキードールズ | 「Only You」 「虹のパレット」  | ゲーム『マクロス デジタルミッション VF-X』関連曲                        |
| 2000年7月26日  | サンバ da バッチグー                                                 | バッチィ（氷上恭子）、グーコ（今井由香） | 「サンバ da バッチグー」       | テレビアニメ『六門天外モンコレナイト』エンディングテーマ                |
| 2000年7月26日  | サンバ da バッチグー                                                 | コレクション伯爵（井上和彦）、バッチィ（氷上恭子）、グーコ（今井由香）                                                                       | 「薔薇の部屋」                 | テレビアニメ『六門天外モンコレナイト』関連曲                            |
| 2001年8月1日   | デジモンテイマーズ ベストテイマーズ 2 牧野留姫＆レナモン             | レナモン（今井由香） | 「Flaming ice」                | テレビアニメ『デジモンテイマーズ』関連曲                                |
| 2001年8月1日   | デジモンテイマーズ ベストテイマーズ 2 牧野留姫＆レナモン             | 牧野留姫（折笠富美子）、レナモン（今井由香）                                                                                                 | 「Last Piece-強くなりたくて-」 | テレビアニメ『デジモンテイマーズ』関連曲                                |
| 2003年5月21日  | Pia♥キャロットへようこそ!! 劇場版〜さやかの恋物語〜 サウンドトラック | 高井さやか（かかずゆみ）、愛沢ともみ（倖月美和）、羽瀬川朱美（草柳順子）、岩倉夏姫（根谷美智子）、君島ナナ（望月久代）、冬木美春（今井由香） | 「渚のウェイトレス」           | 劇場アニメ『Pia♥キャロットへようこそ!! 劇場版〜さやかの恋物語〜』挿入歌 |